# ストヤン・デルチェフ
ストヤン・デルチェフ(ブルガリア語: Стоян Делчев, 英語: Stoyan Deltchev, 1959年7月3日 - )は、ブルガリアの体操選手でオリンピック金メダリスト。 
1959年ブルガリアプロヴディフ生まれ。
1976年モントリオールオリンピックに出場し、1980年モスクワオリンピックにおいては鉄棒で金メダル、個人総合で銅メダルを獲得した。
アメリカネバダ州リノで自身の体操教室を開いている。

## 関連事項
- オリンピックの体操競技・男子メダリスト一覧